# ŠVAK
ŠVAK (rusky Шпитальный-Владимиров Авиационный Крупнокалиберный (ШВАК, Špitalného-Vladimirova letecký velkorážný) byl sovětský automatický letecký kanón ráže 20 milimetrů vzniklý v 30. letech 20. století. Zbraň byla namontována na mnoha sovětských letounech a široce používána ve druhé světové válce. Verze vyráběná pro lehké tanky je známá jako TNŠ (ТНШ).